# میکاوا مونوگاتاری
میکاوا مونوگاتاری (به ژاپنی: 三河物語)؛ یک کتاب در مورد توکوگاوا ایه‌یاسو است که توسط اوکوبو تاداتاکا نوشته شده است. انجامه این کتاب در سال ۱۶۲۲ نوشته شده است.